# Halloy, Oise

Halloy este o comună în departamentul Oise, Franța. În 1 ianuarie 2022 avea o populație de 439 de locuitori.